# Armahan kulku
Armahan kulku is een lied geschreven door de Finse componist Armas Järnefelt.
Járnefelt gebruikte voor dit lied een deel van de tekst die Jean Sibelius had verwerkt in zijn lied Rakastava (De geliefde). Beiden grepen terug op Kanteletar, een verzameling volksgedichten. Alhoewel drie jaar geschreven nadat Sibelius met zijn versie kwam, is er een opvallend verschil in stijl. Järnefelt was als componist behoudend, Sibelius modern.
Järnefelt schreef Armahan kulku voor gemengd koor a capella met solisten in het sopraan- en tenorstem. De openingszin geeft weer waar het hier om gaat: Täst on kulta kulkenunna (Nederlands: Hier wandelde de mijn geliefde)